# Philosophischer Buchpreis
Der Philosophische Buchpreis ist ein Wissenschaftspreis, der seit 2010 alle zwei Jahre vom Forschungsinstitut für Philosophie Hannover (FIPH) für die beste Neuerscheinung der letzten drei Jahre zu einem aktuellen Themenbereich der praktischen Philosophie vergeben wird.
Der Buchpreis soll die Aufmerksamkeit auf philosophische Gegenwartsfragen lenken. Der „Philosophische Buchpreis“ ist nicht eingeengt auf fachphilosophische Publikationen, das Buch muss jedoch zu philosophischen Fragen anregen. Nominiert werden Bücher von ausgewählten Buchverlagen mit einem philosophischen Programm.
Der Preis ist – Stand 2020 – mit 3000 Euro dotiert.

## Jury
Die Jury bestand 2016 aus Ulrich Hemel, Markus Kotzur, Armin Nassehi, Birgit Recki, Thomas M. Schmidt, Werner Schreer, Jörg-Dieter Wächter und Saskia Wendel.

## Preisträger
| Jahr | Preisträger        | Werk | Begründung |
| ---- | ------------------ | --- | --- |
| 2010 | Andreas Lienkamp   | Klimawandel und Gerechtigkeit. Eine Ethik der Nachhaltigkeit in christlicher Perspektive, Paderborn, Schöningh 2009 ISBN 978-3-506-76675-5                  | „Thema des Buchs ist der Klimawandel, ob es gelingt, den Klimawandel so zu denken, dass das Wissen in ein Handeln mündet. Im Fokus des Buchs stehen nicht naturwissenschaftliche und klimatologischer Forschungen, sondern auf Erkenntnisse der Naturwissenschaften gestützte Überlegungen über Möglichkeiten und Prognosen politischer Praxis.“ |
| 2012 | Avishai Margalit   | Über Kompromisse und faule Kompromisse, Suhrkamp Verlag, Berlin 2011 ISBN 978-3-518-58564-1                                                                 | „These des Buchs ist, dass Zivilisationen den Anspruch erheben, Gewalt auf ein Minimum zu reduzieren. Am Beginn des 21. Jahrhunderts fänden sich jedoch Zivilisationen wieder in neue Gewaltzusammenhänge verstrickt. Gewalt werde nicht nur als äußere Bedrohung erfahren, moderne Gesellschaften seien vielmehr mit einer Gewalt aus ihrem Inneren konfrontiert. Der Autor stellt die Fragen, wie sich die Bedrohungen durch Gewalt, wie sie heute erfahren werde, von vergangenen unterscheide, welche Formen von Gewalt zu unterscheiden sind und wie Organisationen und Individuen auf Gewalt reagieren und ob und wie gegenwärtige Formen der Gewalterfahrung das Denken verändern.“               |
| 2014 | Sascha Dickel      | Enhancement-Utopien. Soziologische Analysen zur Konstruktion des Neuen Menschen, Nomos-Verlag, Baden-Baden 2011 ISBN 978-3-8329-6364-4                      | „Das Werk befasst sich mit dem Thema der Selbstoptimierung. Anhand von Fallrekonstruktionen liefert Dickel Einblicke in verschiedene Entwürfe der Selbstoptimierung des Menschen, die den Leser zum Mitdenken anregen sollen. Er behandelt die Frage, wie es den Befürwortern des Enhancement gelingt, der postmodernen Diagnose vom Ende der Utopien einen neuen Typus von Utopien entgegenzusetzen. In diesen trete die Steuerung der Natur an die Stelle der Steuerung der Gesellschaft, an Stelle einer neuen Gesellschaft trete ein neuer Mensch.“ |
| 2016 | Albrecht Koschorke | Hegel und wir. Frankfurter Adorno-Vorlesungen 2013, Suhrkamp Verlag 2015 ISBN 978-3-518-58620-4                                                             | „Koschorke verstehe es, im vergleichenden Blick auf die Geschichtsphilosophie Hegels und die Gegenwart die Frage nach den Chancen und Grenzen eines Europa-Narrativs auszuloten. Sein Gedankengang biete eine tiefgründige Kontextualisierung der Hegelschen Geschichtsphilosophie, durch die es dem Autor gelinge, die Bedeutung des Narrativen bei Hegel überzeugend herauszuarbeiten. Vor dem Hintergrund dieser Großerzählung lege Koschorke den Blick auf die Aufgabe für Europa heute frei. Europas Zukunft sei nicht die Zukunft einer Großnation, seine Narrative seien postheroisch grundiert.“                                                                                                 |
| 2018 | Isolde Charim      | Ich und die Anderen. Wie die neue Pluralisierung uns alle verändert, Paul Zsolnay Verlag 2018 ISBN 978-3552058880                                           | „Es gelingt Charim, die Erfahrung der Pluralisierung und ihre gesellschaftlichen Auswirkungen philosophisch versiert, differenziert, anschaulich und mit der nötigen Sensibilität zu analysieren. Damit leistet sie nicht nur einen wichtigen Beitrag zu den gesellschaftspolitischen Debatten um Identitätspolitik, (Rechts‐)Populismus und religiösen Fundamentalismus, sondern auch zum notwendigen Prozess der Selbstvergewisserung.“ |
| 2020 | Michael Frey       | Liberalismus mit Gemeinsinn. Die politische Philosophie Nassif Nassars im libanesischen Kontext, Velbrück Wissenschaft, Weilerswist 2019 ISBN 9783958322011 | "Frey gelingt es mit seinem Buch, die Potenziale arabischer Philosophie offenzulegen und Nassars Denken als Beitrag globalen Philosophieren auszuweisen. Das Buch ist ein Aufruf an westliche Philosoph*innen, sich endlich mit den Herausforderungen arabischer Philosophie ernsthaft auseinanderzusetzen." |
| 2022 | Lars H. Svendsen   | Philosophie der Einsamkeit, 3. Auflage 2022 | |
| 2024 | Rahel Jaeggi       | Fortschritt und Regression | „Das Buch widmet sich den Herausforderungen gesellschaftspolitischer Transformationsdynamiken aus der Perspektive der Kritischen Theorie. Damit verteidigt Jaeggi mit dem Fortschritt also nicht das Erreichte, sondern die Möglichkeit einer anderen Welt. Dass es sich dabei nicht um eine lineare Bewegung handelt, zeigt der Titel des Buches bereits an. Neben praktischer Orientierung bietet das Buch vor allem die Ermutigung Weltanschauungsentwürfe in Politikentwürfe zu übersetzen. Von Fortschritt zu sprechen heißt mit Jaeggi, einen Wandel im Wandel bestimmen zu können, der qualitative Transformationen mit sich bringt. Und damit im Besten Sinne vom Nutzen der Philosophie zeugt.“ |